# Bueng Bun (huyện)
Bueng Bun (tiếng Thái: บึงบูรพ์) là một huyện (Amphoe) của tỉnh Sisaket, đông bắc Thái Lan.

## Lịch sử
Tiểu huyện (King Amphoe) đã được lập ngày 18 tháng 7 năm 1977, khi bốn tambon Po, Dot, Siao và Nong Ma được tách ra từ huyện Uthumphon Phisai. Năm 1979, tất cả phó huyện ngoại trừ Po được đưa trở lại Uthumphon Phisai. Tiểu huyện đã được nâng cấp thành huyện ngày 4 tháng 7 năm 1994.

## Địa lý
Các huyện giáp ranh (từ phía bắc theo chiều kim đồng hồ) là: Rasi Salai, Uthumphon Phisai và Pho Si Suwan of Tỉnh Sisaket, và Rattanaburi của tỉnh Surin.

## Hành chính
Huyện này được chia thành 2 phó huyện (tambon), các đơn vị này lại được chia ra thành 25 làng (muban). Bueng Bun là một thị trấn (thesaban tambon) nằm trên một phần của both tambon. Có 1 Tổ chức hành chính tambon.
| STT. | Tên       | Tên Thái | Số làng | Dân số |  |
| ---- | --------- | -------- | ------- | ------ |  |
| 1.   | Po        | เป๊าะ     | 16      | 6.207  |  |
| 2.   | Bueng Bun | บึงบูรพ์    | 9       | 4.448  |  |